# ギミ・モア
「ギミ・モア」（Gimme More）は、ブリトニー・スピアーズが2007年に発表した楽曲。同年5thアルバムの『ブラックアウト』からのリード・シングルとして発売された。

## 解説
「ギミ・モア」はJames Washington、Marcella Araica、Nate "Danja" Hills、Keri Hilsonの共作であり、ブリトニーが妊娠中の2006年にラスベガスでレコーディングが行なわれた。出産後はレコーディングの場をロサンゼルスにある彼女の自宅に移し、曲は2006年中には完成していた。元々は“Gimme More(It's Britney Bitch)”という曲名になる予定であったが、後に“Gimme More”に替えられたという。
曲は「It's Britney, bitch（私はブリトニーよ、このビッチ！）」というセリフから始まる。このセリフは後にウィル・アイ・アムとコラボレーションした2012年のシングル「スクリーム&シャウト」でも使われたほか、2013年にはジェイ・Zが自身の曲「BBC」の中でこのセリフをサンプリングしている。
「ギミ・モア」はダンサブルなクラブミュージックに仕上がっており低い電子音のビートなどは1970年代のディスコミュージックの影響を受けているとされている。またこの曲では「Gimme」という単語が88回使用されている。
リル・キムをフィーチャリングしたリミックス、キミー・モアも制作された。
アメリカのBillboard Hot 100では「ベイビー・ワン・モア・タイム (曲)」以来の高順位となる3位を記録、カナダでも1位、アイルランド、イタリア、スウェーデンで2位、イギリスで3位など全世界でトップ10に入る大ヒットを記録した。
2007年のMTV Video Music Awardsでは復帰後初のパフォーマンスとして本曲を披露するが、崩れた体形、無表情かつ復帰前と比べて切れの無いダンスなどが酷評される結果となった。しかし番組は前年と比べて高い視聴率を記録し、ブリトニーへの注目度の高さを改めて証明した。

## プロモーションビデオ
「ギミ・モア」のプロモーション・ビデオはジェイク・サーファティによって7月19日と8月7日の2日間、ロサンゼルス中心部の倉庫で撮影された。「ギミ・モア」のアップテンポにあわせてブリトニーがストリッパーのようにポールダンスを踊っており、色調は前半の白黒から後半になるにつれて青とピンクをベースにしたものに変わっていく。ブリトニーはビデオで黒い革のベストと鋲のついたベルト、黒い下着に破れた網タイツを着用しており、髪は「トキシック」のPVで見せたような黒髪である。このビデオはハリウッドで行われたRoyal Jelly showの影響を多大に受けており、バックダンサーとしてRoyal Jelly showのダンサーを採用しているほか衣装もRoyal Jelly showと同様のものを着用させている。
またブリトニーはこのストリッパー役のほかにこのクラブを訪れた客役も演じており、こちらは金髪で友達とバーに座り会話をしている。金髪のブリトニーは同じくクラブの客を思われる謎の男性をじらしながらも黒髪のブリトニーのダンスを見ているという設定になっていると思われる。それに対し黒髪のブリトニーは時にはポール、時には鏡に向かってダンスを行い、ビデオの途中からはベストを脱いでそれを胸に当てて隠しながらダンスを続けている。
このビデオは2007年10月5日にiTunes Storeで独占的に公開された。10月8日からはMTVでも公開され、大きな反響を呼んだ。現在YouTubeにブリトニーのオフィシャルチャンネル（BritneySpears）から投稿されているPVは再生回数が4000万回を超え11万件以上のコメントが寄せられている。
2011年に本作の未公開映像がリーク、街を練り歩くシーンや、ベットで猫と戯れるシーンが挿入されている。

## チャート
| チャート (2007–2008)                     | 最高 順位 |
| ---------------------------------------- | --------- |
| オーストラリア (ARIA)                    | 3         |
| Australian Dance (ARIA)                  | 1         |
| オーストリア (Ö3 Austria Top 40)         | 8         |
| ベルギー (Ultratop 50 Flanders)          | 5         |
| ベルギー (Ultratop 50 Wallonia)          | 4         |
| カナダ (Canadian Hot 100)                | 1         |
| カナダ CHR/Top 40 (Billboard)            | 4         |
| カナダ Hot AC (Billboard)                | 28        |
| コスタリカ (EFE)                         | 8         |
| クロアチア (HRT)                         | 4         |
| チェコ (Rádio Top 100)                   | 19        |
| デンマーク (Tracklisten)                 | 2         |
| エルサルバドル (EFE)                     | 4         |
| ヨーロッパ (Eurochart Hot 100)           | 2         |
| European Radio Top 50 (ビルボード)       | 11        |
| フィンランド (Suomen virallinen lista)   | 6         |
| フランス (SNEP)                          | 5         |
| ドイツ (GfK Entertainment charts)        | 7         |
| Global Dance Tracks (ビルボード)         | 2         |
| ハンガリー (Dance Top 40)                | 19        |
| ハンガリー (Editors' Choice Top 40)      | 17        |
| アイルランド (IRMA)                      | 2         |
| イタリア (FIMI)                          | 2         |
| メキシコ (モニトール・ラティーノ)        | 1         |
| オランダ (Dutch Top 40)                  | 32        |
| オランダ (Single Top 100)                | 35        |
| ニュージーランド (Recorded Music NZ)     | 15        |
| ノルウェー (VG-lista)                    | 3         |
| ルーマニア (Romanian Top 100)            | 24        |
| ロシア向けエアプレイ (TopHit)            | 8         |
| スコットランド (Official Charts Company) | 4         |
| スロバキア (Rádio Top 100)               | 19        |
| スウェーデン (Sverigetopplistan)         | 2         |
| スイス (Schweizer Hitparade)             | 4         |
| UK シングルス (OCC)                      | 3         |
| ウクライナ向けエアプレイ (TopHit)        | 43        |
| US Billboard Hot 100                     | 3         |
| US Dance Club Songs (Billboard)          | 1         |
| US Pop Airplay (Billboard)               | 17        |
| US Rhythmic (Billboard)                  | 36        |
| US CHR/Top 40 (Radio & Records)          | 17        |
| US Rhythmic (Radio & Records)            | 37        |

| チャート (2007)                       | 順位 |
| ------------------------------------- | ---- |
| オーストラリア (ARIA)                 | 46   |
| ベルギー (Ultratop 50 Flanders)       | 72   |
| ベルギー (Ultratop 50 Wallonia)       | 64   |
| ブラジル (Crowley Broadcast Analysis) | 41   |
| CIS (TopHit)                          | 52   |
| エクアドル (JC Radio La Bruja)        | 37   |
| ヨーロッパ (Billboard)                | 50   |
| フランス (SNEP)                       | 87   |
| イタリア (FIMI)                       | 25   |
| レバノン (NRJ)                        | 20   |
| ロシア向けエアプレイ (TopHit)         | 64   |
| スウェーデン (Sverigetopplistan)      | 41   |
| スイス (Schweizer Hitparade)          | 61   |
| イギリス (OCC)                        | 52   |
| US Top 40 (Mediabase)                 | 98   |
| US CHR/Top 40 (Radio & Records)       | 87   |

| チャート (2008)           | 順位 |
| ------------------------- | ---- |
| ヨーロッパ (Billboard)    | 82   |
| ハンガリー (Dance Top 40) | 85   |

## 認定とセールス
| 国/地域                                                                                  | 認定        | 認定/売上数 |
| ---------------------------------------------------------------------------------------- | ----------- | ----------- |
| オーストラリア (ARIA)                                                                    | Gold        | 35,000^     |
| カナダ (Music Canada)                                                                    | Gold        | 20,000*     |
| カナダ (Music Canada) Mastertone                                                         | 2× Platinum | 80,000*     |
| デンマーク (IFPI Danmark)                                                                | Platinum    | 15,000^     |
| フランス                                                                                 |             | 48,870      |
| ドイツ (BVMI)                                                                            | Gold        | 150,000     |
| イタリア (FIMI) (2009年以降)                                                             | Gold        | 50,000      |
| ニュージーランド (RMNZ)                                                                  | 2× Platinum | 60,000      |
| スペイン (PROMUSICAE)                                                                    | Gold        | 30,000      |
| イギリス (BPI)                                                                           | Platinum    | 600,000     |
| アメリカ合衆国 (RIAA)                                                                    | 4× Platinum | 4,000,000   |
| * 認定のみに基づく売上数 · ^ 認定のみに基づく出荷枚数 · 認定のみに基づく売上数と再生回数 |             |             |